# Capnodis sexmaculata
Capnodis sexmaculata es una especie de escarabajo del género Capnodis, familia Buprestidae. Fue descrita científicamente por Ballion en 1871.